# Xiaomi 12
Lo Xiaomi 12 è uno smartphone di fascia alta prodotto da Xiaomi, annunciato a dicembre 2021 e commercializzato nello stesso mese.

## Caratteristiche tecniche

### Hardware
Il dispositivo misura 152.7 x 69.9 x 8.2 mm e pesa 179/180 grammi. Ha un chipset Qualcomm Snapdragon 8 Gen 1 (processo a 4 nm), con CPU octa-core e GPU Adreno 730. È disponibile in 3 configurazioni di memoria: 128 GB di memoria interna e 8 GB di RAM, 256 GB di memoria interna e 8 GB di RAM oppure 256 GB di memoria interna e 12 GB di RAM. Non dispone di memoria espandibile.
Supporta la connettività 2/3/4/5G/CDMA/EV-DO, Wi-Fi 802.11 a/b/g/n/ac/6e dual-band, con supporto a Wi-Fi Direct e uso come hotspot, Bluetooth 5.2 con A2DP, LE, aptX HD e aptX Adaptive. Il GPS include supporto per GPS assistito, GLONASS, BDS, GALILEO, QZSS e NavIC. È dotato di NFC, porta a infrarossi e porta USB-C 2.0 con supporto OTG.
Non dispone di radio FM né del jack audio da 3.5 mm. Il display è un AMOLED da 6.28 pollici, con risoluzione Full HD+, Dolby Vision, densità di pixel di 419 ppi, frequenza di aggiornamento a 120 Hz e supporto allo standard HDR10+. Lo schermo è protetto da Gorilla Glass Victus. Il sensore di impronte digitali è ottico e posizionato sotto lo schermo.
Per quanto riguarda il comparto fotografico, ha una configurazione tripla sul retro: un sensore principale Sony IMX766 da 50 megapixel con apertura f/1.9, un sensore grandangolare da 13 megapixel con apertura f/2.4, e un sensore macro da 5 megapixel con apertura f/2.4, accompagnati da un doppio flash LED. Può registrare video in 8K a 24 fps, 4K a 30 o 60 fps e Full HD a 30, 120, 240 o 960 fps, con slow motion Full HD. La fotocamera anteriore è da 32 megapixel con apertura f/2.5 e registrazione video Full HD a 30 o 60 fps.
Ha una batteria ai polimeri di litio da 4500 mAh, non removibile, con supporto per la ricarica rapida a 67 W (consentendo la ricarica completa, secondo il produttore, in 39 minuti), ricarica senza fili a 50 W e ricarica senza fili inversa a 10 W.

### Software
Il dispositivo è dotato di Android 12, aggiornabile fino ad Android 15, con interfaccia utente MIUI 14.

## Versioni
Gli altri smartphone della famiglia Xiaomi 12 sono:
- Xiaomi 12 Pro, che differisce dal modello base principalmente per lo schermo AMOLED da 6,73" QHD+ con frequenza d'aggiornamento LTPO 2.0 (10–120 Hz), il comparto fotografico con tre sensori da 50 MP (principale con OIS, grandangolare e teleobiettivo con zoom ottico 2x), la batteria da 4600 mAh con ricarica cablata a 120 W (consentendo la ricarica completa, secondo il produttore, in 18 minuti), senza fili a 50 W e senza fili inversa a 10 W;[3]
  - Xiaomi 12 Pro (Dimensity), variante del 12 Pro che si distingue da quest'ultimo per il chipset MediaTek Dimensity 9000+, il reparto fotografico posteriore con obiettivi da 50 MP (principale), 13 MP (grandangolare) e 5 MP (teleobiettivo macro) e batteria da 5160 mAh con ricarica cablata da 67W;[4]
- Xiaomi 12X, versione simile al modello base, dal quale differisce perlopiù per il chipset Qualcomm Snapdragon 870 5G, l'assenza di ricarica senza fili e gli aggiornamenti limitati al sistema operativo fino ad Android 13;[5]
- Xiaomi 12 Lite, variante economica che si distingue dal modello base soprattutto per lo schermo AMOLED da 6,55" Full HD+ a 120 Hz, il chipset Qualcomm Snapdragon 778G 5G, la fotocamera principale da 108 MP, grandangolare da 8 MP e macro da 2 MP, i tagli di memoria interna da 128 o 256 GB e di RAM da 6 o 8 GB, la batteria da 4300 mAh con ricarica cablata a 67 W;[6]
- Xiaomi 12T, variante che si distingue dal modello base soprattutto per lo schermo AMOLED da 6,67" 1220x2712 pixel, il chipset MediaTek Dimensity 8100 Ultra, le fotocamere posteriori da 108 MP (principale), 8 MP (grandangolare) e 2 MP (macro), quella anteriore da 20 MP e la batteria da 5000 mAh con ricarica cablata a 120 W (consentendo la ricarica completa, secondo il produttore, in 19 minuti);[7]
  - Xiaomi 12T Pro, variante del 12T, da quest'ultimo differisce per il chipset Qualcomm SM8475 Snapdragon 8+ Gen, la fotocamera posteriore principale da 200 MP, la registrazione video 8K a 24fps, il supporto a Dolby Vision e protezione IP53;[8]
- Xiaomi 12S, variante che differisce dal modello base principalmente per il chipset Qualcomm SM8475 Snapdragon 8+ Gen, la presenza del taglio di memoria da 512 GB di memoria interna e 12 GB di RAM e la lente posteriore Leica;[9]
  - Xiaomi 12S Ultra, variante del 12S, da quest'ultimo differisce per lo schermo LTPO2 AMOLED da 6,73" 1440x3200 pixel, il reparto fotografico posteriore con l'obiettivo principale da 50 MP, il teleobiettivo periscopico da 48 MP e una TOF 3D di profondità;[10]
  - Xiaomi 12S Pro, variante del 12S, da quest'ultimo differisce per lo schermo LTPO AMOLED da 6,73" 1440x3200 pixel, lo zoom ottico 2x posteriore, la batteria da 4600 mAh e la ricarica cablata a 120 W.[11]